# Société financière du porte-monnaie électronique interbancaire
La société financière du porte-monnaie électronique interbancaire (SFPMEI) est une société par actions simplifiée. Elle était chargée d'émettre de la monnaie électronique pour Moneo, jusqu'à la disparition de ce système en 2015. Elle était garante de cette monnaie et donc responsable en cas de problème (perte de monnaie, création non autorisée ...). Aujourd'hui la société est toujours active dans le domaine des paiements (monnaie électronique, services de paiement, cartes bancaires…).
Elle fut créée début 1999. Cette même année, elle a reçu en septembre l'agrément du comité des établissements de crédit et des entreprises d'investissement (CECEI) en tant que « société financière », puis en décembre l'agrément de la direction centrale de la sécurité des systèmes d'information (DCSSI)